# Katechetyka
Katechetyka (gr. katēchēsis, katēchéō – nauczam ustnie) – dział teologii pastoralnej dotyczący katechezy.
Działy katechetyki:
- fundamentalna – dział katechetyki, analizujący różnorakie koncepcje katechetyczne, a także rozwijający tym samym teologię katechezy poprzez: analizę celów, natury, podmiotu owej subdyscypliny dyscypliny w zbawczej działalności Kościoła;
- szczegółowa – to dział katechetyki, podejmujący problematykę katechezy kierowanej do osób na różnym poziomie rozwoju psychicznego i umysłowego (katecheza przedszkolna, dziecięca, młodzieżowa, dorosłych, rodzinna, specjalna);
- materialna – to dział katechetyki, zajmujący się doborem i porządkowaniem istotnych treści katechezy w procesie programowania i nauczania religii;
- formalna – metodyka nauczania religii, dydaktyka religii, dydaktyka katechetyczna, dydaktyka katechezy) - to dział katechetyki zajmujący się sposobami tak nauczania, jak i uczenia się w szkole.